# كريستوفر لامونت (لاعب كريكت)
كريستوفر لامونت (6 يناير 1988 - ) (بالإنجليزية: Christopher Lamont)‏ هو لاعب كريكت جامايكي.

## وصلات خارجية
- كريستوفر لامونت على موقع إي آس بي آن كريك إنفو (الإنجليزية)